# Dubrawiska

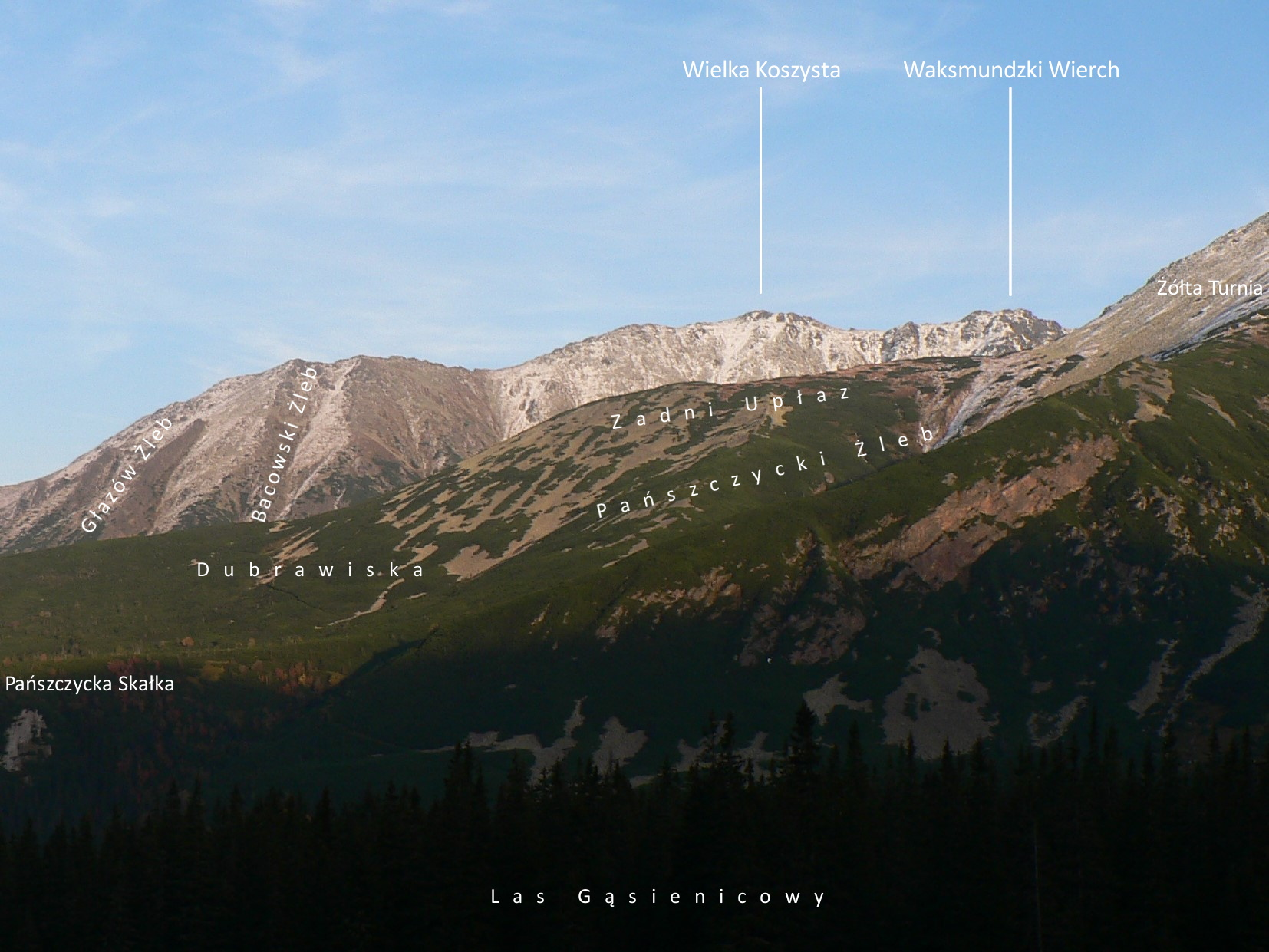
Widok z Królowych Rówienek

Dubrawiska (niem. Trümmellehne, słow. Rumovisko, węg. Törmelék-lejtő) – część północnych i północno-zachodnich stoków Żółtej Turni w polskich Tatrach Wysokich. Władysław Cywiński uściśla – chodzi o stoki znajdujące się na wysokości około 1450–1750 m. Porasta je gąszcz kosodrzewiny z pojedynczymi okazami limb. Dubrawiska obejmują obydwa zbocza Żółtego Żlebu (Pańszczyckiego Żlebu).
Nazwa prawdopodobnie pochodzi od słów debra, debrza i debrze, oznaczających parowy lub jary porośnięte trudnymi do przybycia gąszczami. Określenia takie występują w dawnych dokumentach opisujących własności ziemskie pod Tatrami i na Podhalu.
Przez Dubrawiska prowadzi żółty szlak turystyczny na przełęcz Krzyżne. Przecina on w Dubrawiskach koryto Żółtego Żlebu. W orograficznie prawych zboczach tego żlebu, kilkadziesiąt metrów poniżej miejsca, w którym szlak przechodzi przez jego koryto, znajduje się wybitna Pańszczycka Skałka. Dubrawiska znajdują się na obszarze ochrony ścisłej.

## Szlaki turystyczne
– żółty szlak z Doliny Gąsienicowej na Krzyżne. Czas przejścia: 2:45 h, ↓ 2:05 h.